# جايسون رينولدز
جايسون رينولدز (بالإنجليزية: Jason Reynolds)‏ هو كاتب أمريكي، ولد في 6 ديسمبر 1983 في واشنطن العاصمة في الولايات المتحدة.

## وصلات خارجية
- جايسون رينولدز على موقع مونزينجر (الألمانية)
- جايسون رينولدز على موقع ميوزك برينز (الإنجليزية)

- الموقع الرسمي